# 아산시의 국회의원

## 행정구역 변천
- 1945년 8월 15일 충청남도 아산군
- 1986년 1월 1일 아산군 온양읍이 온양시로 승격
- 1995년 1월 1일 온양시와 아산군을 통합하여 아산시 설치

## 아산시의 역대 국회의원 일람
| 대수         | 이름           | 소속정당              | 임기                                 | 선거구역                                                                                | 개표결과 |
| ------------ | -------------- | --------------------- | ------------------------------------ | --------------------------------------------------------------------------------------- | -------- |
| 제1대        | 서용길(徐容吉) | 무소속                | 1948년 5월 31일 ~ 1950년 5월 30일    | 아산군 일원                                                                             | 보기     |
| 제2대        | 이규갑(李奎甲) | 대한국민당            | 1950년 5월 31일 ~ 1954년 5월 30일    | 아산군 일원                                                                             |          |
| 제3대        | 홍순철(洪淳徹) | 자유당                | 1954년 5월 31일 ~ 1958년 5월 30일    | 아산군 일원                                                                             |          |
| 제4대        | 이민우(李敏祐) | 자유당                | 1958년 5월 31일 ~ 1960년 7월 28일    | 아산군 일원                                                                             |          |
| 제5대 민의원 | 성기선(成耆善) | 민주당                | 1960년 7월 29일 ~ 1961년 5월 16일    | 아산군 일원                                                                             |          |
| 제6대        | 이영진(李寧鎭) | 민주공화당            | 1963년 12월 17일 ~ 1967년 6월 30일   | 아산군 일원                                                                             |          |
| 제7대        | 이민우(李敏祐) | 민주공화당            | 1967년 7월 1일 ~ 1971년 6월 30일     | 아산군 일원                                                                             |          |
| 제8대        | 김세배(金世培) | 민주공화당            | 1971년 7월 1일 ~ 1972년 10월 17일    | 아산군 일원(제13선거구)                                                                 |          |
| 제9대        | 김종철(金鐘哲) | 민주공화당            | 1973년 3월 12일 ~ 1979년 3월 11일    | 천안시·천원군·아산군 일원(제2선거구)                                                    |          |
| 제9대        | 황명수(黃明秀) | 신민당                | 1973년 3월 12일 ~ 1978년 11월 1일    | 천안시·천원군·아산군 일원(제2선거구)                                                    |          |
| 제10대       | 김종철(金鐘哲) | 민주공화당            | 1979년 3월 12일 ~ 1980년 10월 27일   | 천안시·천원군·아산군 일원(제2선거구)                                                    |          |
| 제10대       | 정재원(鄭在原) | 신민당                | 1979년 3월 12일 ~ 1980년 10월 27일   | 천안시·천원군·아산군 일원(제2선거구)                                                    |          |
| 제11대       | 정선호(鄭善昊) | 민주정의당            | 1981년 4월 11일 ~ 1985년 4월 10일    | 천안시·천원군·아산군 일원(제3선거구)                                                    |          |
| 제11대       | 황명수(黃明秀) | 무소속                | 1981년 4월 11일 ~ 1985년 4월 10일    | 천안시·천원군·아산군 일원(제3선거구)                                                    |          |
| 제12대       | 정선호(鄭善昊) | 민주정의당            | 1985년 4월 11일 ~ 1988년 5월 30일 \| | 천안시·천원군·아산군 일원(제3선거구)                                                    |          |
| 제12대       | 정재원(鄭在原) | 민주한국당            | 1985년 4월 11일 ~ 1988년 5월 30일 \| | 천안시·천원군·아산군 일원(제3선거구)                                                    |          |
| 제13대       | 황명수(黃明秀) | 통일민주당            | 1988년 5월 30일 ~ 1992년 5월 29일    | 온양시·아산군 일원                                                                      |          |
| 제14대       | 황명수(黃明秀) | 민주자유당            | 1992년 5월 30일 ~ 1996년 5월 29일    | 온양시·아산군 일원                                                                      |          |
| 제15대       | 이상만(李相晩) | 자유민주연합          | 1996년 5월 30일 ~ 2000년 5월 29일    | 아산시 일원                                                                             |          |
| 제16대       | 원철희(元喆喜) | 자유민주연합          | 2000년 5월 30일 ~ 2004년 5월 29일    | 아산시 일원                                                                             |          |
| 제17대       | 복기왕(卜箕旺) | 열린우리당            | 당선 무효                            | 아산시 일원                                                                             |          |
| 제17대       | 이진구(李珍求) | 한나라당              | 2005년 5월 1일 ~ 2008년 5월 29일     | 아산시 일원                                                                             |          |
| 제18대       | 이명수(李明洙) | 자유선진당            | 2008년 5월 30일 ~ 2012년 5월 29일    | 아산시 일원                                                                             |          |
| 제19대       | 이명수(李明洙) | 자유선진당            | 2012년 5월 30일 ~ 2016년 5월 29일    | 아산시 일원                                                                             |          |
| 제20대       | 이명수(李明洙) | 새누리당              | 2016년 5월 30일 ~ 2020년 5월 29일    | 아산시 갑: 선장면, 도고면, 신창면, 온양1동, 온양2동, 온양3동, 온양4동, 온양5동, 온양6동 |          |
| 제20대       | 강훈식(姜勳植) | 더불어민주당          | 2016년 5월 30일 ~ 2020년 5월 29일    | 아산시 을: 염치읍, 배방읍, 송악면, 탕정면, 음봉면, 둔포면, 영인면, 인주면               |          |
| 제20대       | 이명수(李明洙) | 미래통합당            | 2016년 5월 30일 ~ 2020년 5월 29일    | 아산시 갑: 선장면, 도고면, 신창면, 온양1동, 온양2동, 온양3동, 온양4동, 온양5동, 온양6동 |          |
| 제20대       | 강훈식(姜勳植) | 더불어민주당          | 2016년 5월 30일 ~ 2020년 5월 29일    | 아산시 을: 염치읍, 배방읍, 송악면, 탕정면, 음봉면, 둔포면, 영인면, 인주면               |          |
| 제21대       | 이명수(李明洙) | 미래통합당            | 2020년 5월 30일 ~ 2024년 5월 29일    | 아산시 갑: 선장면, 도고면, 신창면, 온양1동, 온양2동, 온양3동, 온양4동, 온양5동, 온양6동 |          |
| 제21대       | 강훈식(姜勳植) | 더불어민주당          | 2020년 5월 30일 ~ 2024년 5월 29일    | 아산시 을: 염치읍, 배방읍, 송악면, 탕정면, 음봉면, 둔포면, 영인면, 인주면               |          |
| 제22대       | 복기왕(卜箕旺) | 더불어민주당          | 2024년 5월 30일 ~ 현재               | 아산시 갑: 선장면, 도고면, 신창면, 온양1동, 온양2동, 온양3동, 온양4동, 온양5동, 온양6동 |          |
| 제22대       | 강훈식(姜勳植) | 더불어민주당          | 2024년 5월 30일 ~ 2025년 6월 4일     | 아산시 을: 염치읍, 배방읍, 송악면, 탕정면, 음봉면, 둔포면, 영인면, 인주면               |          |
| 제22대       |                | 2026년 6월 4일 ~ 현재 |                                      | 아산시 을: 염치읍, 배방읍, 송악면, 탕정면, 음봉면, 둔포면, 영인면, 인주면               |          |

## 같이 보기
- 천안시의 국회의원
- 온양시·아산군
- 아산시 (선거구)
- 아산시 갑
- 아산시 을